# Casa Rosada
Casa Rosada (dansk: Det Lyserøde Hus) er en regeringsbygning på Plaza de Mayo i Buenos Aires i Argentina. Bygningen er det officielle hjemsted for Argentinas regering og rummer kontorer for Argentinas præsident. Præsidenten er normalt bosat på Quinta de Olivos, en bygning beliggende i Olivos, Buenos Aires-provinsen.
Eva Perón døde i paladset den 26. juli 1952.

## Arkitektur
Bygningen er en sammensætning af to tidligere bygninger. Den ene var et posthus, der begyndte opførelsen i 1873 og blev afsluttet i 1878, det var svensk-argentinske arkitekt Carl August Kihlberg som designede den. Den anden bygning er tegnet af den svensk-argentinske arkitekt Henry Atkins og var oprindelig deres Parlamentets bygning. I 1894 påbegyndes et projekt ledet af den daværende præsident Luis Sáenz Peña og opgaven var at forbinde de to bygninger fik den italienske arkitekt Francisco Tamburini.

## Interiør
- Præsidentens kontor
- The Hall of Busts
- The Palm Tree Patio
- The White Hall
- The North Hall
- The South Hall
- Hall of Bicentennial Women
- Presidential elevator

## Exterior
- Præsidentens balkon
- The Italianate portico
- Udsigt over den nordlige fløj og porte-Cochere
- Dør

## Historiske billeder
- The old Fort 
 Den gamle Fort
- Taylor's Customs House
- The former Post Office and State House shortly before their 1884 unification 
Det tidligere Posthus og State House kort før deres forening i 1884
- The Casa Rosada nearing completion 
Casa Rosada ved at være afsluttet

- Wikimedia Commons har flere filer relateret til Casa Rosada

| Bygning eller seværdighed | Spire Denne artikel om en bygning, et bygningsværk eller en seværdighed er en spire som bør udbygges. Du er velkommen til at hjælpe Wikipedia ved at udvide den. |

34°36′29″S 58°22′13″V / 34.6081°S 58.3703°V